# Ataenius seaforthensis
Ataenius seaforthensis är en skalbaggsart som beskrevs av Zdzisława Stebnicka och Henry Fuller Howden 1997. Ataenius seaforthensis ingår i släktet Ataenius och familjen Aphodiidae. Inga underarter finns listade.